# Minuscule 2
Ne doit pas être confondu avec Minuscule 2 : Les Mandibules du bout du monde.
- Papyrus
- Onciale
- Minuscules
- Lectionnaire

Le Codex, portant le numéro de référence 2 (Gregory-Aland), ε 1214 (von Soden), est un manuscrit de vélin du Nouveau Testament en écriture grecque minuscule. 

## Description
Le codex se compose de 297 folios. Les dimensions du manuscrit sont de 19,5 x 15,2 cm. Il est écrit sur une colonne de 20 lignes. C'est un manuscrit contenant le texte des quatre Évangiles. 
Le découpage du texte comporte déjà les κεφαλαια (chapitres), les τιτλοι (titres), les sections ammoniennes et les canons de concordances.
Les paléographes datent ce manuscrit du XIe siècle ou XIIe siècle.
Il a fourni la base du Nouveau Testament imprimé par Érasme (Novum Instrumentum omne).
Le manuscrit a été examiné par Bengel (codex β), Wettstein, Dean Burgon, Herman C. Hoskier, C. C. Tarelli, et K. W. Clark.
Il est conservé à la Bibliothèque publique et universitaire de Bâle-Ville (A. N. IV. 1), Bâle,.

## Texte
Le texte du codex est de type byzantin. Kurt Aland le classe en Catégorie V.